# Drei Chinesen mit dem Kontrabass
Drei Chinesen mit dem Kontrabass, en alemán significa «tres chinos con el contrabajo», se trata de una canción infantil muy popular en todos los países germanohablantes desde la mitad del siglo XX. Se la canta en cada estrofa sustituyendo los vocales del texto por una de las vocales o metafonías alemanes, técnica comparable a la de la canción popular española La mar estaba serena.

## Melodía
La melodía más corriente de la canción es la que se muestra a continuación, existen no obstante pequeñas variaciones en las notas negras con puntillo:

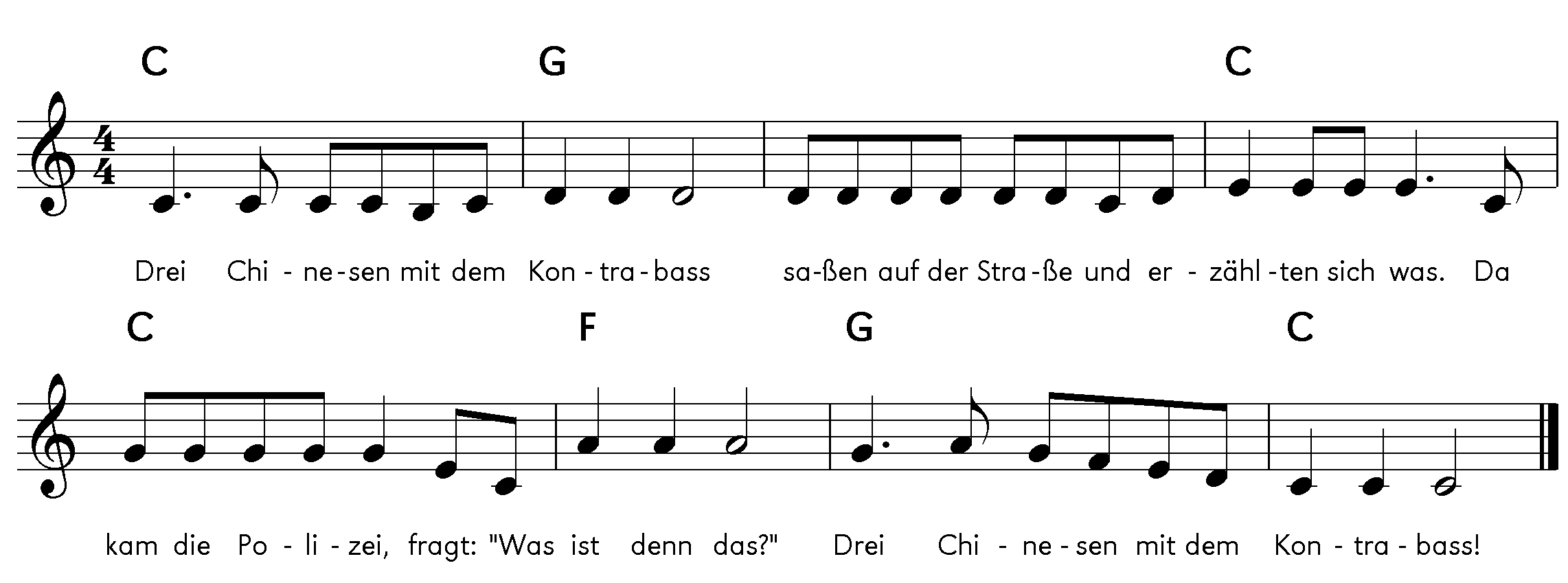
de las primeras estrofas.

Hay muchas variaciones menores de esta melodía, cosa no extraordinaria en el caso de canciones folclóricas. En la Suiza germanohablante hay otra melodía, que ya no es tan conocida en Alemania:

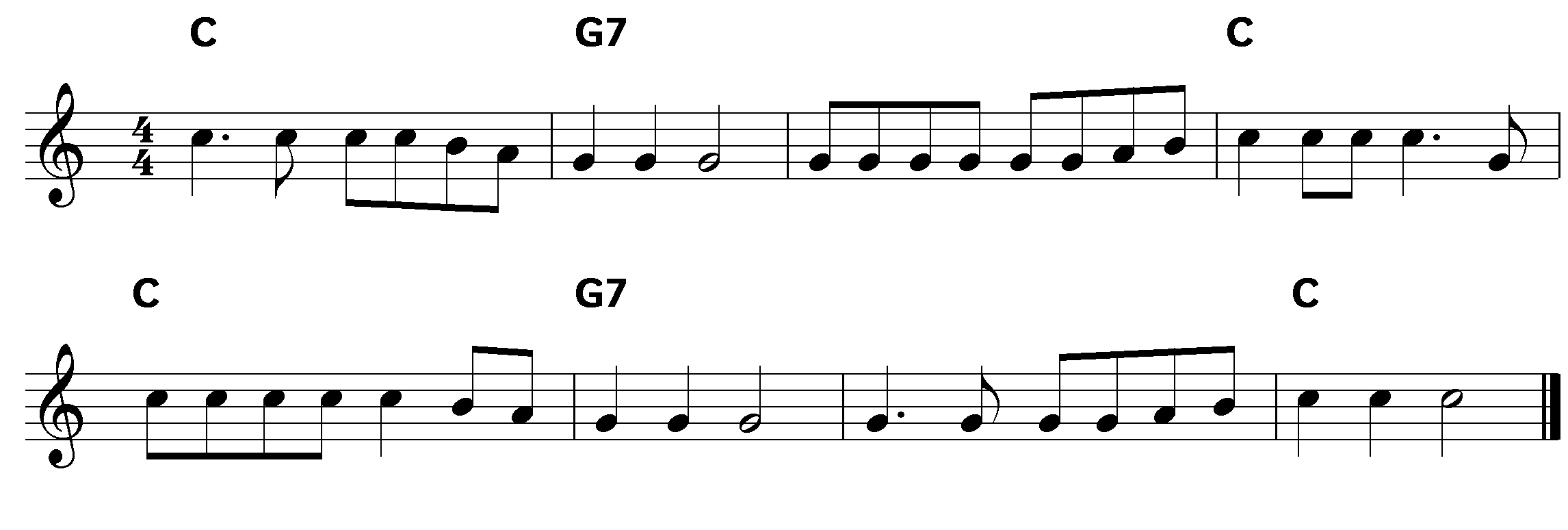
"Versión suiza" del der Drei Chinesen.

## Texto
El texto completo de la canción es:
Drei Chinesen mit dem Kontrabass
saßen auf der Straße und erzählten sich was.
Da kam die Polizei, fragt "Was ist denn das?"
Drei Chinesen mit dem Kontrabass.
Tres chinos con el contrabajo
Estaban sentados en la calle y se contaban algo.
Vino la policía, preguntando «¿Qué es esto?»
Tres chinos con el contrabajo!
Se suele cantar esta canción en una serie de variaciones en las que la primera estrofa se canta este texto sin cambios. Suelen seguir las ocho estrofas en las cuales se sustituye cada vocal por otra letra, se suele hacer la sustitución en orden alfabético, es decir siguiendo la secuencia: a, e, i, o, u, ä, ö, ü: en la primera ronda queda de la forma siguiente: 
Dra Chanasan mat dam Kantrabass

saßan af dar Straßa and arzahltan sach was.

Da kam da Palaza, a, was ast dann das?

Dra Chanasan mat dam Kantrabass.
El texto sí mismo carece de sentido y resulta muy jocoso. La idea es que la combinación extraordinaria de vocales crea una letra chistosa y difícil de pronunciar.

## Historia
No hay muchas informaciones sobre el origen de la canción Drei Chinesen mit dem Kontrabass, así que no se conoce quien ha sido el compositor tanto de la melodía como del texto. La sociedad alemana denominada Gesellschaft für musikalische Aufführungs- und mechanische Vervielfältigungsrechte (GEMA), cuya tarea principal es la vigilancia y el mantenimiento de los derechos de autor, la denomina «canción popular, sin propiedad intelectual alguna». Cosa sabida es que los «tres chinos» son una canción bastante joven: no hay precursores antes de la Primera Guerra Mundial.
Las fuentes de investigación sugieren que el texto proviene del noroeste de la región germanohablante. Por primera vez, el texto fue fijado en 1909. Como la mayor parte de las fuentes antes de la Segunda Guerra Mundial, el texto habla de «japoneses», no de chinos. En 1913 apareció una versión en Berlín que habla de «tres japoneses con un bajo». El número de japoneses varió, por ejemplo hay variaciones con diez y veinte japoneses.